# Maison de la culture yiddish – Bibliothèque Medem
Pour les articles homonymes, voir Medem.
La Maison de la culture yiddish – Bibliothèque Medem, en yiddish  פאריזער יידיש-צענטער־מעדעם ביבליאטעק (Parizer yidish tsenter – Medem biblyotek), est une bibliothèque et médiathèque associative française située 29 rue du Château d'eau, dans le 10e arrondissement de Paris.
Également centre d'enseignement, lieu d'exposition et de conférences, elle se consacre à la conservation, l'étude et la diffusion de la langue et de la civilisation yiddish dans un cadre areligieux.
Fondée en 1929 au sein de la section parisienne du Bund dans le but d'émanciper par la culture l'ouvrier non francophone, elle porte le nom du syndicaliste et théoricien d'un judaïsme non territorial Vladimir Medem.
Héritière des fonds de différentes bibliothèques yiddish parisiennes qui ont peu à peu fermé, elle est aujourd'hui, avec ses 30 000 volumes, le plus important centre culturel d'Europe voué à la défense et l'illustration de la « yidishkeyt », la culture juive ashkénaze dans son expression yiddish, le second au monde après l'Institut pour la recherche juive newyorkais dit YIVO.

## Fonds

### Évolution du fonds de la bibliothèque
- 1930 : 500 volumes, 200 donnés par Sholem Asch, 300 expédiés par Baruch Charney Vladeck (en)[4].
- 1931 : 1 300 volumes, dont 800 donnés par le Syndicat de casquettiers, qui connait des difficultés financières[5].
- 1939 : 3 300 volumes, presque tous en yiddish[6].
- 1949 : 10 000 volumes, dont 5000 tirés des bibliothèques ouvrières juives des États-Unis[7].
- 1993 : 23 000 volumes, à la suite de la fermeture de la bibliothèque de l'UJRE, héritière de la bibliothèque Scholem Alekhem fondée en 1920 par la Kultur Lige[8], et du legs des trois mille ouvrages de la bibliothèque Kouliche, elle aussi fermée[9].
- 1997 : 28 000 volumes, à la suite du transfert du fonds du Centre Jefroykin de la FSJF[9].
- 1998 : 30 000 volumes, grâce à un legs fait par le Foyer ouvrier de Poale Zion d'un fonds principalement hébraïque, de ses archives et de la collection du journal Unzer Wort (en)[9].
- 2006 : 30 000 volumes[10].
- 2018 : 30 000 volumes dont 20 000 en yiddish et 10 000 en hébreu, français, anglais, allemand ou polonais.

### Poésie
En 2006, la bibliothèque détenait 1600 ouvrages de poésie yiddish, de Oser Warszawski à Avrom Reyzen (de), de Yankev Glatshteyn à Peretz Markish.

### Périodiques
La bibliothèque archive les journaux publiés en yiddish (en). Parmi ceux ci se distinguent les collections rares et souvent incomplètes de cent six périodiques périmés, dont :
- Der Veker, journal de la section parisienne du Bund durant l'entre-deux-guerres,
- Der yiddishe Arbeter (de), organe du comité central du Bund,
- Der Yidisher Arbeyter, journal de la section juive de la CGT,
- Morgen Stern,
- Freje Shriften, publié par Isaac Nachman Steinberg entre 1927 et 1937,
- Unser Stimme (en), dont un des éditorialiste est jusqu'en 1961 Abraham Shulman (de),
- Haynt (en),
- Folkstsaytung (en),
- Davke, revue de philosophie.

### Fonds musical
- 6 000 enregistrements de chansons yiddish, musique klezmer et chants liturgiques.
- 500 partitions.
- 150 recueils.
- 150 vidéos.

### Dépôts
À l'instar de la bibliothèque Jacques Doucet, dans une moindre mesure, la bibliothèque Medem conserve les livres voire les archives de personnalités qui ont, eux-mêmes ou leurs ayants droit, souhaité, par attachement à la civilisation yiddish, les lui léguer :
- l’écrivain et photographe Alter Kacyzne (de) (1885-1941),
- l’écrivain Moyshe Broderzon (1890-1956),
- le poète Elkhonen Vogler (1907-1969),
- l’essayiste Itshe Vagman (1890-1974),
- le romancier Shmarye Gutman (1897-1975),
- le journaliste Bentsyen Frydman (1893-1984),
- le dramaturge et historien Khayim Sloves (1905-1988),
- le journaliste Mordkhe Litvine[13] (1903-1993),
- la poétesse Rivke Kope (1910-1995),
- le peintre Moyshe Bahelfer-Bagel (1908-1995),
- le résistant Claude Kelman (1907-1996),
- le romancier et poète Jacques Burstein-Finer (1908-1996),
- le poète Moyshe Waldman (1911-1996),
- la romancière Lili Berger (1916-1996),
- le sculpteur Mikhoel Milberger (1922-1997),
- l’historien Shmuel Kerner (1907-1999),
- la nouvelliste Menuha Ram (1916-2000),
- Kiwa Vaisbrot.

### Livres du souvenir
La bibliothèque conserve 82 témoignages rédigés après guerre par des rescapés de l'extermination nazie. Elle a ajouté à cette collection 68 autres de ces « yizker bikher », livres du souvenir, choisis parmi six cents et rédigés tardivement, à la fin du XXe siècle.

### Collection duXVIIIe
- Kines Buch, trad. (yi), Amsterdam, 1718.
- Yitschak ben Elyakim, trad. (yi), Seyfer Lev tov, Amsterdam, 1723.
- Seyfer Yosipon, trad. (yi), Amsterdam, 1771.
- Siddur, , trad. (yi), Amsterdam, 1768.

## Conservateurs ou faisant fonction

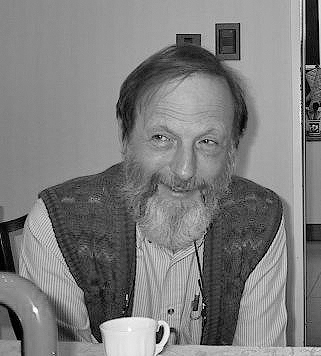
Réfugié politique arrivé pour un stage en 1979 et resté définitivement, Yitskhok Niborski est un acteur majeur du renouveau du yiddish en Europe.

- 1929 : Meir Mendelsohn[15], seul des fondateurs ayant fait des études.
- 1945 : Chiva Vaisbrot[16], garant de la pérennité d'un judaïsme opposé à tout nationalisme et des principes d'humanisme et d'internationalisme qui ont présidé à la fondation de la bibliothèque[17].
- 1979 : Yitskhok Niborski, qui a transformé la Bibliothèque Medem en un centre d'enseignement.
- 1994 : Gilles Rozier, directeur, créateur de la maison d'édition Bibliothèque Medem.
- 2014 : Tal Hever-Chybowski, directeur, à l'origine des universités d'été de langue et littérature yiddish à Berlin dont la première a eu lieu en 2017[18].

## Histoire

### La bibliothèque du Kemfer (1904-1917)
Dès les mois qui suivent son adhésion au nouveau Parti ouvrier social-démocrate de Russie, POSDR, en mars 1898, soit cinq mois après sa création, l'Union ouvrière juive de Pologne, Russie et Lituanie, alias Bund, dispose à Paris de deux antennes clandestines. Chargées de récolter des fonds et transmettre les messages dans le cadre plus secret d'un trafic d'armes destinées aux groupes d'autodéfense affrontant les pogroms, elles opèrent sans liens entre elles dans des milieux différents par des voies différentes. Ce sont une section d'étudiants russophones, qui constitue en 1900 la Société culturelle ouvrière et socialiste, et une section d'ouvriers yiddishphones, qui organise en 1902 une société de secours mutuelle appelée Arbeter-Tareyn Kemfer, c'est-à-dire Union des travailleurs Le Combattant.

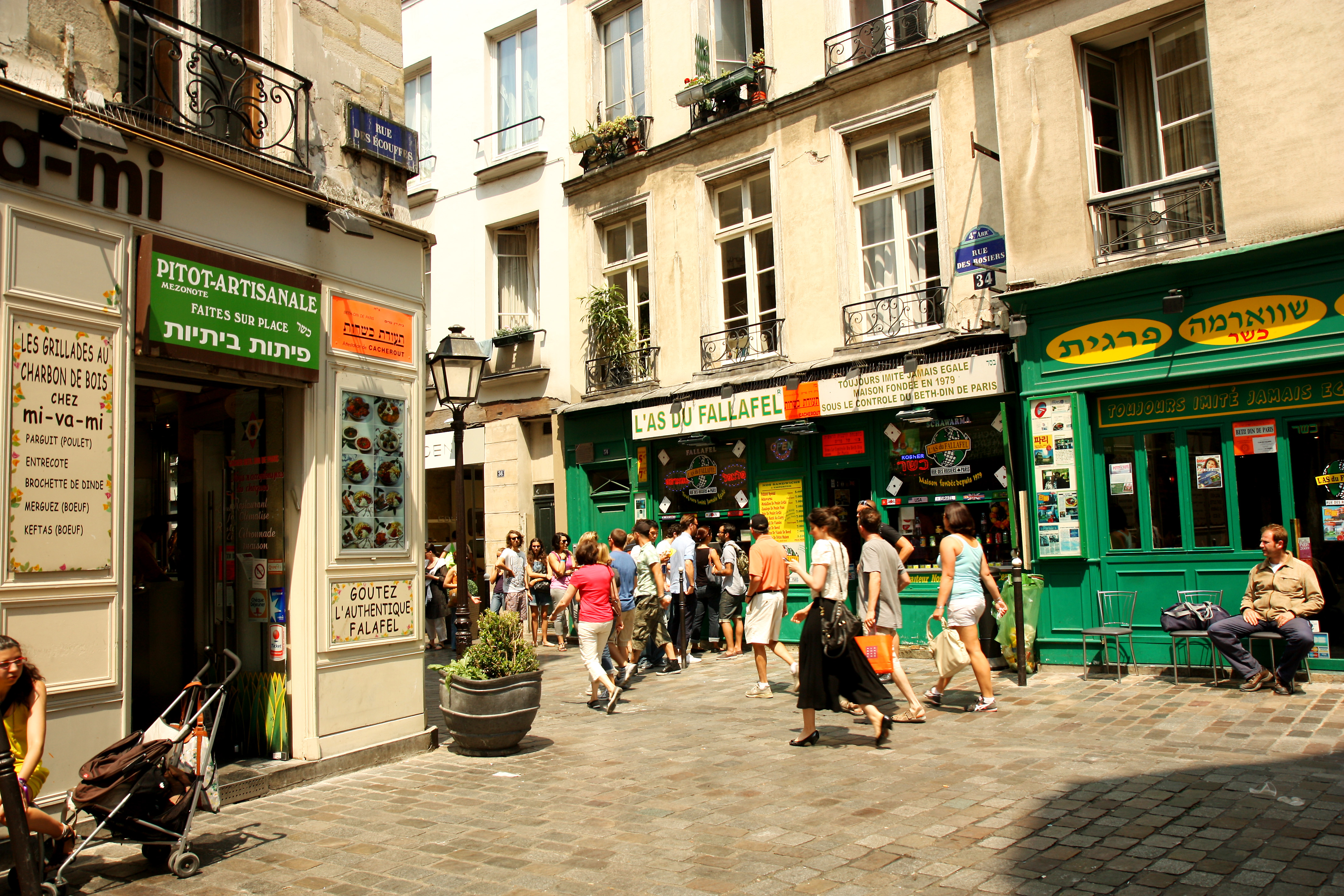
À gauche, le 27 rue des Écouffes, à l'angle de la rue des Rosiers, en 2010.

En 1904, les deux sections fusionnent. C'est alors que le Kemfer ouvre une bibliothèque yiddish qui, située 27 rue des Écouffes, sert aussi de salle de réunion et de conférence, sinon de masque au siège clandestin. C'est au cœur du Pletzl, alors peuplé à soixante et un pour cent d'Ashkénazes. Ceux ci sont à quatre-vingt-trois pour cent employés par l'industrie du vêtement, le plus souvent comme façonnier pour la confection. Très politisés, ils regardent leur langue comme l'instrument de leur émancipation dans laquelle la bibliothèque a un rôle de premier plan. Au sein de celle ci, est dispensée une formation dramatique, la Fraye yididshe arbeter Bine, la Scène libre du travailleur juif.
Le 9 février 1913, le Kemfer devient l'Arbeter ring, sur le modèle de l'Arbeter Ring de New York, fondé douze ans plus tôt, le 4 septembre 1900. Grande guerre, Révolution et indépendance du royaume du Congrès vont dans la mouvance socialiste, communiste et anarchiste disperser les engagements, exacerber les concurrences, modifier les populations. En 1917, les responsables de la bibliothèque sont repartis vers la Russie soviétique naissante et l'établissement ferme.

### La bibliothèque Sholem Alekhem (1922-1928)
En 1922, le Komintern, le Bund et Poale Zion s'accordent pour reconstituer ensemble à Paris une offre dirigée vers la classe ouvrière qui mêle éducation et propagande, la Ligue pour la culture, Kultur lige. Une nouvelle bibliothèque commune est ouverte, la bibliothèque Sholem Alekhem, Yidishe folks-bibliotek untern nomen Sholem-Alekhem.
En 1925, après trois années de cogestion mal partagée, le Bund de Paris, soit une soixantaine d'adhérents, crée son propre cercle culturel, le Club des travailleurs Vladimir Medem, Arbeter klub oyfn nomen Vladimir Medem, qui est appelé au quotidien Union Medem, Medem farband, ou Club Medem, Medem-Klub. Les bundistes évincés par le Komintern, la bibliothèque Sholem Alekhem continue de fonctionner et continuera jusqu'à la guerre, avant d'être reprise, sans son nom toutefois, par l'Union des juifs pour la résistance et l'entraide.

### La bibliothèque Nomberg (1928-1939)

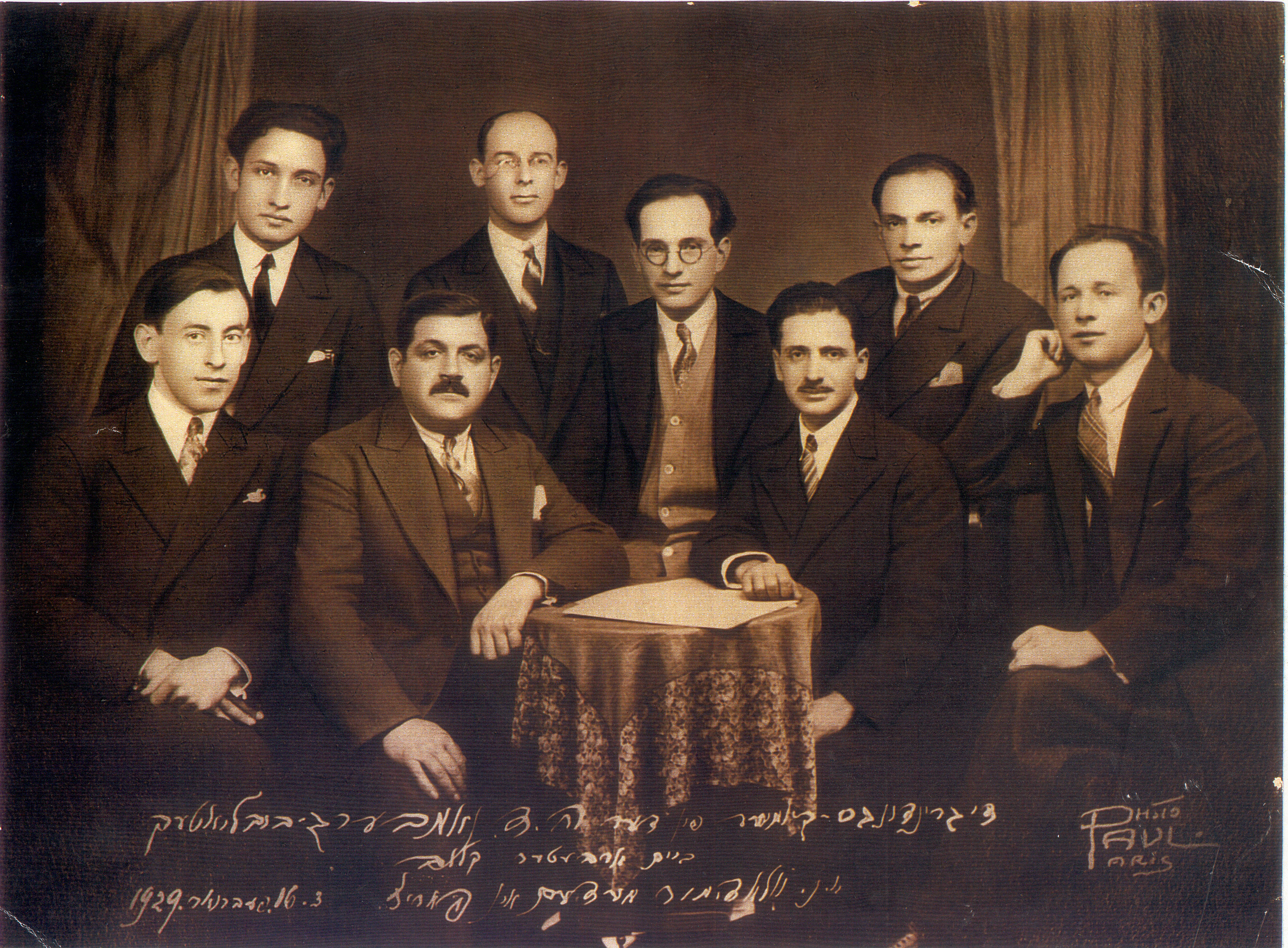
Le comité fondateur en 1929, Yitzhok Blumenstein, Meir Mendelsohn, Haïm
Golub, Leyb Tabatchnik, Avraham Zusman, Eli Shirinski, Dovid Leiber et Chiva Vaisbrot.

Fin 1928, huit des adhérents de l'Union Medem, immigrés du Yiddishland, organisent autour des écrivains Dovid Eynhorn (de), Sholem Ash, Shneour Zalman et Perets Hirshbeyn (de) une soirée de collecte de fonds pour créer au sein du Medem-farband une bibliothèque. Elle s’appellera Bibliothèque Nomberg au sein de l’Union Medem, Nomberg-bibliotek baym Medem-farband, en hommage à l’écrivain Hersh Dovid Nomberg (de), décédé un an plus tôt, qui avait participé à la Conférence pour la langue yiddish (de) de Tchernovitz mais pour beaucoup présentait l'inconvénient d'avoir adhéré non au Bund mais à son rival « bourgeois », le Folkspartei. Grâce aux trois cents francs réunis, elle est inaugurée en février 1929 au nord du Pletzl, 50 rue des Francs Bourgeois, dans le 3e arrondissement de Paris, qui héberge aussi de nombreux immigrés ashkénazes. Quatre-vingts pour cent de ceux ci continuent d'utiliser le yiddish au quotidien.
En 1932, le Bund recréé l'Arbeter ring sous le nom de Cercle amical de secours mutuel et le domicilie au 110 rue vieille du Temple, quatre cent cinquante mètres plus au nord, dans le vieux quartier du marais du Temple. Ayant eu à subir déjà trois déménagements, c'est là qu’est alors installée la bibliothèque Nomberg. En 1939, Paris compte cinq autres bibliothèques yiddish, dont la plus importante, après celle que gère la Fédération des sociétés juives de France, reste la bibliothèque Sholem Alekhem.

### Boîtes de conserve et Gestapo (1939-1944)

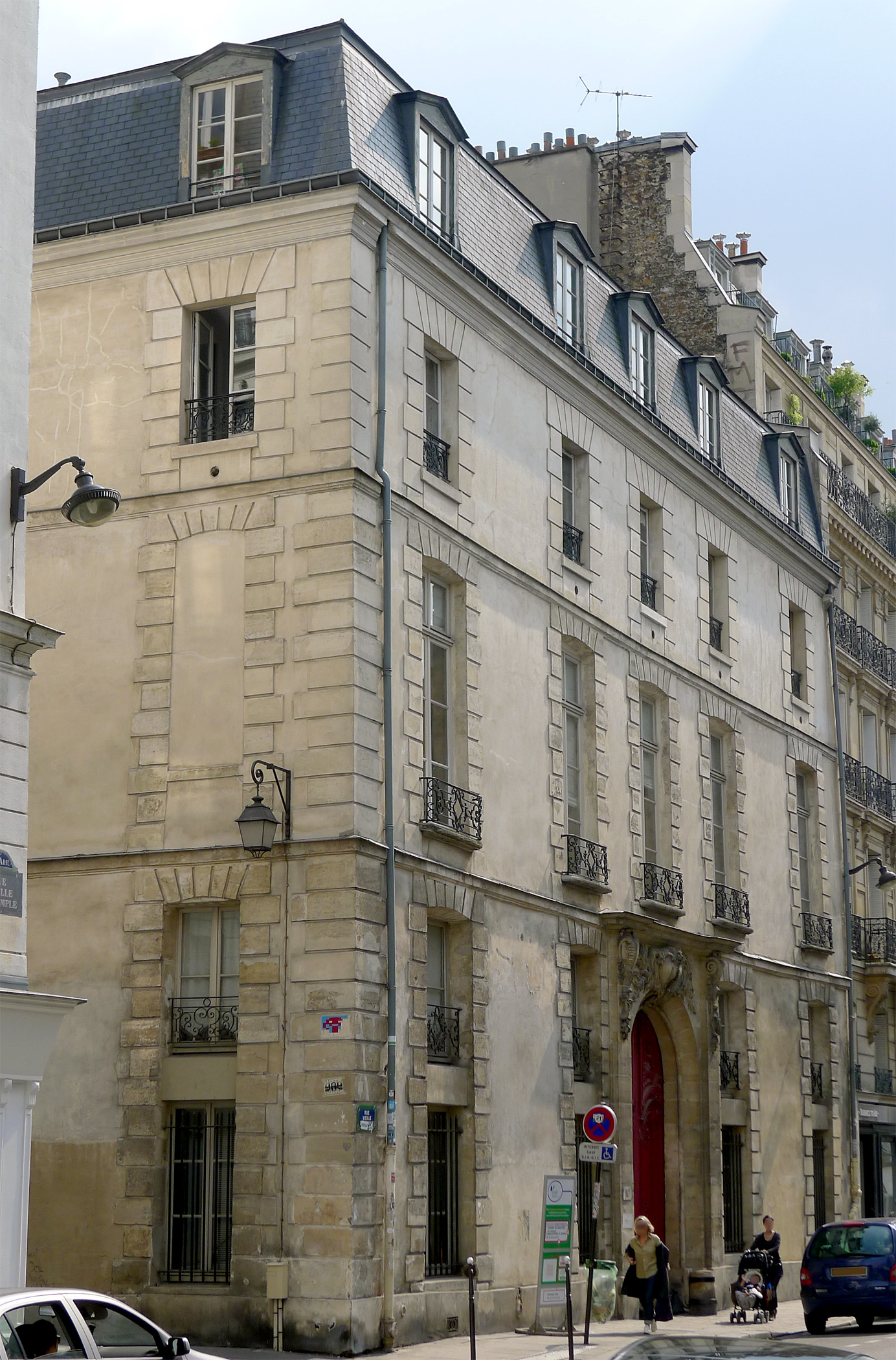
Durant la guerre, le dispensaire de l'hôtel d'Hozier, 110 rue vieille du Temple, qui y a pour voisin de palier le Medem depuis 1932, est déserté et illégalement réinvesti pour le Comité de la rue Amelot.

Le 26 septembre, vingt trois jours après l'entrée en guerre, Albert Sarraut, ministre de l'intérieur du gouvernement radical-socialiste d'Édouard Daladier qui procède depuis plusieurs semaines à l'internement des opposants au nazisme, interdit tout organisme soupçonné, parce qu'étranger, de trahison, dont l'Union Medem. Un an plus tard, dans une France affamée par l'Occupation, les locaux du Cercle et la bibliothèque servent de cantine à l'instar de celle du père Klépinine et des différentes autres associations d'immigrés fichés lors des grèves du Front populaire et poursuivis comme « indésirables » en application du décret-loi du 12 novembre 1938. Tout le Centre Medem, 110 rue vieille du Temple, participe au Comité Amelot, qui, réuni chez Léo Glaeser, fait fabriquer de faux tickets de rationnement et abrite les clandestins persécutés par le régime de Vichy. En mai 1941, une des militantes, Ika Richter, est arrêtée.
À partir du 6 juin 1942, quand Pétain ordonne le décret d'application du statut des Juifs et rend le port de l'étoile jaune obligatoire, il n'est plus temps de nourrir les persécutés qui ne se sont pas déjà enfuis. Le quartier est vidé des derniers adhérents par la rafle du Vélodrome d'Hiver, le 16 juillet et les jours suivants. Le 22 juillet, la loi d'aryanisation organise, après la saisie des corps, celle des biens. Pour l'empêcher, rue vieille du Temple, Nathan Schachnowsky et Marguerite, sa femme de nationalité allemande, entassent des boites de conserve de la cantine devant les armoires dans lesquelles les livres sont rangés. Quand un jour d'octobre la Gestapo se présente et, devant cette situation, promet de revenir, le stratagème laisse le temps au couple aidé par le concierge, Monsieur Rozier, de mettre en caisse les trois mil volumes et les cacher au deuxième sous sol derrière un mur maçonné pour la circonstance. C'est alors qu'au fort de Romainville Ika Richter est exécutée, laissant la place à Charlotte Delbo et aux prisonnières qui seront envoyées à Auschwitz par le convoi du 24 janvier 1943.
Durant la fin de la guerre, le Centre Medem continue de servir au Comité Amelot, qui fait fabriquer de faux papiers, cache les enfants et les exfiltre vers la Suisse grâce à la complicité de Liebmann Hersch, délégué à Genève du Jewish Labor Comittee qu'avait fondé en 1934 un soutien de la première heure, Baruch Charney Vladeck (en).

### La bibliothèque Medem (1944-2002)

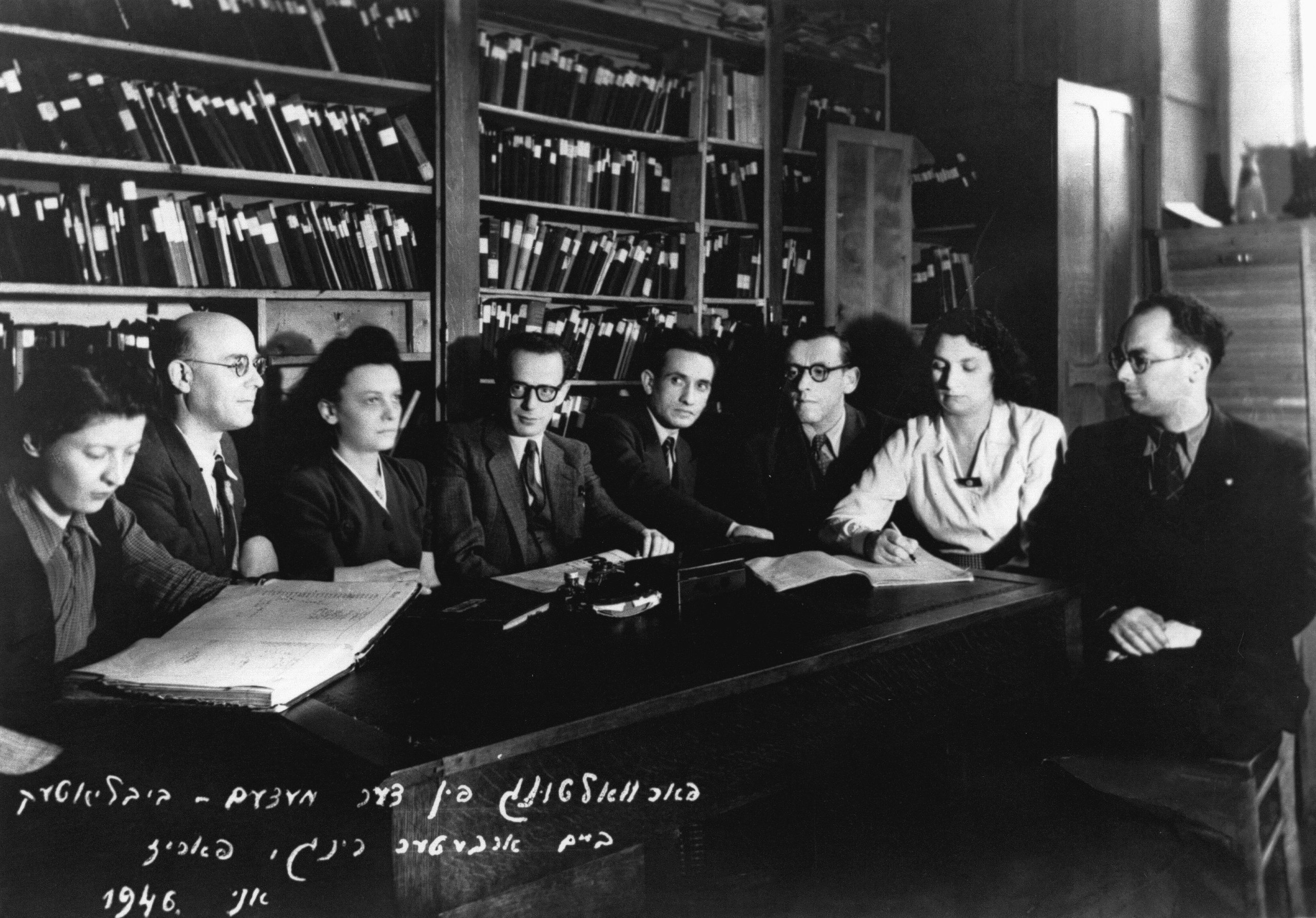
Le comité refondateur en 1946.

Comme annoncé par voie de presse, le samedi 14 octobre 1944 les ouvrages sauvés sont de nouveau mis à disposition des lecteurs mais deux des fondateurs ne reviennent pas de déportation, Leyb Tabacznik et Eli Sviranski. Des adhérents expriment le souhait de ressusciter le nom de l'Union Medem et la Bibliothèque Nomberg est renommée Bibliothèque Medem du Cercle des travailleurs, Medem-bibliotek baym Arbeter-ring. Elle obtient le soutien du Jewish Labor Committee, qui a dépêché un délégué, Monsieur Chanin. Elle est réinstallée 18 passage Saint Pierre Amelot. L'esprit de résistance continue d'y régner et le Centre Medem sert de relai à des immigrés clandestins fuyant le bloc soviétique, le plus souvent pour le Nouveau Monde.
Après une désaffection du lectorat yiddishophone, conséquence de l'assimilation de la nouvelle génération, le fonds yiddish connait à partir de la fin des années soixante dix un regain d'intérêt. En 1978, Olivier Revault d'Allonnes, Rachel Ertel et Richard Marienstras font une participation remarquée par la presse à une Quinzaine de la culture yiddish qui est organisée du 6 au 30 novembre au Centre Beaubourg voisin, suscitant l'intérêt d'un public rajeuni.

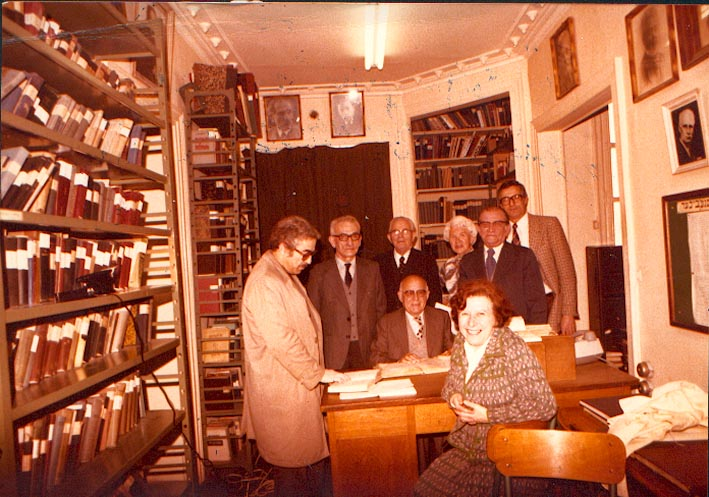
Le comité encore à l'étroit dans les années soixante dix.

Le 13 février 1979, la bibliothèque est constituée par le Cercle amical, sis 52 rue René Boulanger, en une association créée ad hoc, l'Association pour l’étude et la diffusion de la culture yiddish, AEDCY. Sa direction est confiée à un maître de conférences de l'INALCO, Yitskhok Niborski, qui avait, enfant, été inscrit à une école bundiste de Buenos Aires et s'emploiera initialement à établir le premier catalogue de la bibliothèque. Rescapé du « processus de réorganisation nationale » qui frappe l'Argentine, il obtient l'asile en France grâce à son emploi à la Medem. De concert avec Rachel Ertel, il transforme la bibliothèque en un acteur principal de la renaissance de la civilisation yiddish en Europe.
Le nouveau statut d'association permet de bénéficier du régime de la loi de 1901 et une première subvention est versée par le ministère de la culture en 1981. L'année suivant, les mêmes Olivier Revault d'Allonnes, Rachel Ertel et Richard Marienstras créent le premier Festival de la culture yiddish, au Centre Beaubourg. En 1990, est constituée aux États-Unis une association qui réunit des fonds, les American Friends of the Medem Library. Effet démographique, dans les années quatre-vingt-dix, la bibliothèque reçoit au titre de legs familiaux en moyenne dix mil livres en yiddish par an. Une grande part est redistribuée à la travers le monde, faisant de la Bibliothèque Medem un centre mondialement reconnu. En 1997, les locaux sont devenus trop exigus. Les livres s'accumulent dans l'anciennes salle de bains et encombrent jusqu'aux placards de cuisine.

### La Maison de la culture yiddish (2002-2018)
Le 14 octobre 2002, la bibliothèque élargit ses missions en devenant la Maison de la culture yiddish puis, non sans de nombreux mois d'oppositions internes, en fusionnant avec l'AEDCY. Le projet de diversifier les activités se concrétise par le développement d'une médiathèque et la création d'une troupe de théâtre amateur. La survie de la langue yiddish reste cependant compromise. 87,5 % des étudiants inscrits en 2004 à la MCY, certes pour la plupart non encore impliqués dans un projet familial, ne se préoccupent pas de transmettre le yiddish à leurs éventuels futurs enfants. C'est pourquoi est ouvert un jardin d'enfants animé en yiddish.
À partir de 2005, la Maison de la culture yiddish organise chaque année une commémoration avec le Service autrichien de la Mémoire.
En septembre 2008, grâce à une souscription et à l'aide de la fondation Rothschild, elle fait l'acquisition de locaux en rez de chaussée 29 rue du Château-d’Eau, où le public est accueilli depuis le 3 mai 2010. L'inauguration est célébrée le 2 décembre suivant par David de Rothschild. À partir de cette année, la Maison de la culture yiddish participe par l'intermédiaire de l'Alliance israélite universelle au projet de mise en ligne financé par la Commission européenne Judaica Europeana.

## Activités

### Enseignement
Une équipe d'une quinzaine de professeurs placés sous la direction pédagogique de Yitskhok Niborski dispensent des cours annuels de langue et de littérature yiddish, organisés sur cinq niveaux, ainsi qu'un atelier de traduction et un cours de conversation. L'enseignement est ponctué par un Séminaire mensuel de littérature yiddish autour d'un thème spécifique.
Deux fois par an a lieu un séminaire intensif de trois jours, dispensé par un professeur invité.
Depuis la rentrée 2015, un cours, qui peut être pris en charge par la formation professionnelle, est donné en ligne.
Depuis 1996, la Maison de la culture yiddish organise tous les trois ans une université d'été d'une durée de trois semaines placée sous la direction pédagogique de Yitskhok Niborski, qui comprend des cours de langue et de littérature le matin, des ateliers de chant, de théâtre, de cuisine et de conversation l’après-midi, ainsi que des conférences et des projections. Depuis 2017, une université d'été de même format a lieu à Berlin, en partenariat avec l'Institut d'Europe de l'Est de l'Université libre de Berlin. Pour son édition 2019, elle proposait, en plus de cours de langue et de littérature yiddish sur cinq niveaux, un séminaire destiné aux enseignants de yiddish.

### La Kindershul: activités pour les enfants
La Kindershul est destinée aux enfants de quatre à onze ans. Elle se veut un éveil à la culture yiddish à l'aide de jeux, de peinture, d'apprentissage de l'alphabet yiddish et de chansons et propose également des événements ouverts à un plus large public d'enfants et leurs parents lors des fêtes juives.

### Atelier Théâtre
Loin de disposer des moyens de ressusciter le Goset (ru) moscovite de l'entre-deux-guerres, la Maison de la culture yiddish propose un atelier théâtre animé par Tal Hever-Chybowski. La troupe de la maison, le Troïm teater, présente chaque fin d'année scolaire une pièce en yiddish.
Le 25 janvier 2004, ses onze membres ont joué pour la première fois depuis trente ans sur une scène parisienne une pièce yiddish en entier. C'était, au Théâtre Déjazet, Yoynes aun di valfish de Haïm Sloves, dans une mise en scène de Charlotte Messer. En 2007, ils donnaient d'Abraham Goldfaden Di tsvey Kune Leml au Théâtre de Ménilmontant.

### Musique
Les Klezmorimlekh est un orchestre de chambre voué au répertoire klezmer. Il est ouvert aux musiciens ayant plus de trois ans de pratique. Certains de ceux-ci animent des cours magistraux. Sont de temps à autre invitées des vedettes internationales de la musique klezmer, tels David Krakauer, Josh Dolgin, Karsten Troyke (de) ou Bob Cohen.
La chorale Tshiribim est dirigée par Shura Lipovsky, une collègue de Karsten Troyke (de) lauréate en 2017 du prix Adrienne Cooper (en). Celle ci, compositrice et poète, anime en outre un groupe consacré au nigoun.

### Ciné-club
De temps à autre sont projetés d'anciens films yiddish ou des documentaires plus récents. Un débat suit le commentaire d'un spécialiste. La traduction est assurée soit par projection soit en simultané.

### Éditions Bibliothèque Medem: liste des publications
Depuis 1998, la Maison de la culture yiddish abrite les Éditions Bibliothèque Medem:

#### Ouvrages lexicographiques
- Dictionnaire français – yiddish, Samuel Kerner, Bernard Vaisbrot (éd.), 2000 [1989].
- Dictionnaire yiddish – français, Yitskhok Niborski, Bernard Vaisbrot (éd.), 2011.
- Dictionnaire des mots d’origine hébraïque et araméenne, Yitskhok Niborski, Simon Neuberg (éd), 3e édition revue et augmentée, 2012.
- Quand les mots parlent, Gloria Finkielsztejn Milchberg (éd.), 2019.

#### Classiques de la littérature yiddish en traductionfrançaise
- Wolf Wieviorka, Est/Ouest. Déracinés, recueil de nouvelles traduites par Batia Baum et Shmuel Bunim (2004).
- Dovid Umru, À la croisée des chemins et autres nouvelles traduites du yiddish (2006).
- Mendele Moykher-Sforim, La Haridelle, trad. française par Batia Baum, post-face de Carole Matheron (2008)[63].
- Mendele Moykher Sforim, L'Anneau magique, trad. française par Batia Baum (2019)[64].

#### Classiques de la littérature yiddish en version bilingue
- Miryam Ulinover, Un Bonjour du pays natal : poèmes. Édition de Natalia Krynicka (2003)[63].
- Yitskhok Katzenelson, Le chant du peuple juif assassiné, trad. française par Batia Baum (2005)[63].
- Avrom Sutzkever, Aquarium vert, trad. française par Batia Baum (2013)[65].
- Yitskhok-Leybush Peretz, La Nuit sur le vieux marché, 2016.

#### Collection "yiddish.minibilingues"
- Yosl Birshteyn, Un Manteau de prince, trad. française par Batia Baum (2015)[66].
- Moyshe Nadir (en), Ma Première histoire d’amour, trad. française par Evelyne Grumberg (2015)[66].
- Sholem Aleykhem, Des Volailles et des hommes, trad. française par Nadia Déhan-Rotschild (2016)[67].
- Avrom Reyzen (de), L’homme qui causa la chute du Temple, trad. française par Nadia Déhan-Rotschild (2018)[66].

#### Ouvrages pédagogiques
- Yidish, vos makhstu ? Yiddish, comment ça va ?, Annick Prime-Margules, méthode d'apprentissage pour enfants, niveau 1, 2008.
- Hulyet, kinderlekh ! a yidish lernbukh far kinder, Annick Prime-Margules, méthode d'apprentissage pour enfants, niveau 2.

#### Revues
- Der yidisher tamtam, magazine bimestriel destiné aux étudiants de yiddish[68].
- Mikan Ve'eylakh: revue pour l'hébreu diasporique[69].

#### Chansonniers
- En chemin/Oyfn veg, Chants populaires yiddish, 2006.
- Tshiriboym. Nouveau chants yiddish, Jacques Grober, 2006.

#### Catalogues des expositions organisées par la Maison de la culture yiddish et ses partenaires
- L’Éclat des crépuscules : Oser Warszawski (1898-1944), un écrivain yiddish entre chien et loup, 1998.
- 400 ans de livres yiddish, 2010.
- La culture yiddish aujourd’hui. Actes du colloque international organisé par le musée d’Art et d’Histoire du judaïsme et la Bibliothèque Medem en juin 2000, 2004[63].
- Utopies du yiddish, Birobidjan, Argentine et autres lieux, 2012.
- Avrom Sutzkever, poète et héros du XXe siècle, 2014.
- Sholem-Aleykhem, l’écrivain des comédies humaines, 2016.

#### Divers
- Imprimé chez Beresniak : le xxe siècle entre les lignes, Natalia Krynicka (dir.), 2019.

### Documents
- Associations juives, in Archives, cote BA 1811 & 1812, PPP, Paris.
- Diverses associations juives, in Archives, cote BA 2273, PPP, Paris.
- Amicales et associations juives, in Archives, cote BA 2341 & 2315, PPP, Paris.

### Sources
1. ↑  « SIREN  320152044 identité de l'association », sur www.societe.com (consulté le 18 juin 2019)
2. ↑  « Projet culturel | Maison de la culture yiddish », sur www.yiddishweb.com (consulté le 17 novembre 2019)
3. ↑  « Maison de la culture yiddish | Le plus grand centre européen d'enseignement et de diffusion de la culture yiddish », sur www.yiddishweb.com (consulté le 17 novembre 2019)
4. ↑  Mandron 1986, p. 31.
5. ↑  Bernard Vaisbrot, « Historique de la Bibliothèque Medem », in Carrefour des littératures européennes, p. 6, Bibliothèque Medem, Paris, 19 octobre 1989.
6. ↑  M. Roblin, Les Juifs de Paris : Démographie, économie, culture., p. 171, A. & J. Picard, Paris, 1952.
7. 1 2  Mandron 1986, p. 42.
8. 1 2  G. Rozier, « The Medem-Bibliotek : The Yiddish library of Paris. », in Shofar (en), vol. XIV, no 3, p. 142, Purdue University Jewish Studies Program, Lafayette ouest, 1996.
9. 1 2 3  Hidiroglou 2006, p. 233.
10. ↑  Hidiroglou 2006, p. 214.
11. ↑  Hidiroglou 2006, p. 229.
12. 1 2  Mandron 1986, p. 50.
13. ↑  Tal Hever-Chybowski, « Mordkhe Litvine », Maison de la culture yiddish, Paris, 2013.
14. ↑  Hidiroglou 2006, p. 230..
15. ↑  Mandron 1986, p. 30.
16. ↑  Mandron 1986, p. 44.
17. ↑  Bernard Vaisbrot, « Historique de la Bibliothèque Medem », in Carrefour des littératures européennes, p. 29, Bibliothèque Medem, Paris, 19 octobre 1989.
18. ↑  (de) Susanne Lenz, « Tal Hever-Chybowski: Jiddisch lernen ist eine Suche, nach etwas, das man verloren hat », sur Berliner Zeitung, 13 août 2017 (consulté le 17 novembre 2019)
19. 1 2 3  D. Epelbaum, Les Enfants de papier. Les Juifs de Pologne immigrés en France jusqu’en 1940., p. 249, Grasset, Paris, 2002.
20. 1 2 3  Claudie Weill, « Le Bund russe à Paris, 1898-1940 », in Archives Juives, vol. XXXIV, p. 30-42, juin 2001.
21. ↑  Henry J. Tobias, The Jewish Bund in Russia. From its Origins to 1905., p. 244, SUP, Stanford, 1972.
22. ↑  Pinches Szmajer, « Contribution à l’histoire du Bund à Paris », in Combat pour la diaspora, n° 4, p. 51-60, septembre 1980.
23. ↑  Franz Kurski, in Unzer Stimme, Paris, 4 février 1939.
24. ↑  N. Weinstock, Le Pain de misère. Histoire du mouvement ouvrier juif en Europe., vol. II, p. 54-55, Maspero, Paris, 1986.
25. ↑  Hidiroglou 2006, p. 215.
26. ↑  N. L. Green, Les Travailleurs immigrés juifs à la Belle Époque. Le « Pletzl » de Paris, p. 135, Fayard, Paris, 1984.
27. ↑  R. Ertel, « Sécularisation et politisation de la société juive à la fin du XIXe siècle », in Combat pour la diaspora, no 11-12, juin 1983.
28. ↑  N. L. Green, Les Travailleurs immigrés juifs à la Belle Époque. Le « Pletzl » de Paris, p. 217, Fayard, Paris, 1984.
29. ↑  Hidiroglou 2006, p. 220.
30. ↑  Hidiroglou 2006, p. 222.
31. ↑  Hidiroglou 2006, p. 223.
32. ↑  M. Roblin, Les Juifs de Paris. Démographie, économie, culture., Picard, Paris, 1952.
33. ↑  Mandron 1986, p. 33.
34. ↑  Hidiroglou 2006, p. 228.
35. ↑  G. Rozier, « The Medem-Bibliotek : The Yiddish library of Paris. », in Shofar (en), vol. XIV, no 3, p. 140, Purdue University Jewish Studies Program, Lafayette ouest, 1996.
36. 1 2 3 4  Mandron 1986, p. 41.
37. ↑  « Schachnowski Margarete (1899 - ? ) », in The Righteous Among The Nations, Yad Vashem, Jérusalem, 24 janvier 1968.
38. ↑  G. Rozier, « The Medem-Bibliotek : The Yiddish library of Paris. », in Shofar (en), vol. XIV, no 3, p. 141, Purdue University Jewish Studies Program, Lafayette ouest, 1996.
39. ↑  Maurice Rajfus, L'An prochain, la révolution : Les Communistes Juifs immigres dans la tourmente stalinienne : 1930-1945., p. 250, Mazarine, Paris, 1985.
40. ↑  Mandron 1986, p. 35.
41. ↑  « Vegn undzere kultur-oyfgabn », in Unser Stimme (en), Paris, 7 octobre 1944.
42. ↑  Hidiroglou 2006, p. 231.
43. ↑  Bernard Frédérick, « Beaubourg, chtetel d'un jour », in L'Humanité, Paris, 22 novembre 1978.
44. ↑  Les Nouvelles littéraires, Paris, 16 novembre 1978.
45. ↑  J. o., p. 2104, Paris, 7 mars 1979.
46. 1 2  G. Rozier, « Une vie dédiée à la culture yiddish. "J’existe grâce au yiddish", avec Yitzhok Niborski. », Akadem, Fonds social juif unifié, Paris, juin 2017.
47. ↑  G. Rozier, « Pour l'amour d'une langue », in Actualité juive, no 444, 12 octobre 1995.
48. ↑  G. Rozier, « La plus grande bibliothèque yiddish d'Europe », in Libération, Paris, 24-25 juin 1995.
49. ↑  « Sich wehren gegen den Tod einer Sprache », in Die Welt, Berlin, 24 février 1997.
50. ↑  « La plus grande bibliothèque yiddish d’Europe », in Le Figaro, 2-3 septembre 2000.
51. ↑  J. o., p. 2047, Paris, 12 avril 2003.
52. ↑  J. o., p. 208, Paris, 10 janvier 2004.
53. ↑  E. J. Mangold, Jiddisches und Jüdisches in Paris. La Maison de la Culture Yiddish - Diplomarbeit, p. 43, Université rodolphine, Vienne, 2004.
54. ↑  E. J. Mangold, Jiddisches und Jüdisches in Paris. La Maison de la Culture Yiddish - Diplomarbeit, p. 89, Université rodolphine, Vienne, 2004.
55. ↑  « Cours de yiddish2019-2020 | Maison de la culture yiddish », sur www.yiddishweb.com (consulté le 16 novembre 2019)
56. ↑  « séminaire mensuel | Résultats de recherche | Maison de la culture yiddish », sur www.yiddishweb.com (consulté le 16 novembre 2019)
57. ↑  « séminaire intensif | Résultats de recherche | Maison de la culture yiddish », sur www.yiddishweb.com (consulté le 16 novembre 2019)
58. ↑  « Universités d’été | Maison de la culture yiddish », sur www.yiddishweb.com (consulté le 16 novembre 2019)
59. 1 2  « Yiddish à Berlin », sur Yiddish in Berlin (consulté le 16 novembre 2019)
60. ↑  « La Kindershul : ateliers pour enfants | Maison de la culture yiddish », sur www.yiddishweb.com (consulté le 16 novembre 2019)
61. ↑  « Atelier de théâtre | Maison de la culture yiddish », sur www.yiddishweb.com (consulté le 16 novembre 2019)
62. ↑  G. Rozier, « La bibliothèque Medem et sa mission culturelle », in La Culture yiddish aujourd’hui, p. 227, Bibliothèque Medem, Paris, 2004  (ISBN 2952010706).
63. 1 2 3 4  « Publications de la Bibliothèque Medem | Maison de la culture yiddish », sur www.yiddishweb.com (consulté le 16 novembre 2019)
64. ↑  « 21/02 L’Anneau magique passé | Maison de la culture yiddish », sur www.yiddishweb.com (consulté le 16 novembre 2019)
65. ↑  « Aquarium vert d’Avrom Sutzkever | Maison de la culture yiddish », sur www.yiddishweb.com (consulté le 16 novembre 2019)
66. 1 2 3  « Collection yiddish.minibilingues | Maison de la culture yiddish », sur www.yiddishweb.com (consulté le 16 novembre 2019)
67. ↑  « Sholem-Aleykhem, Des volailles et des hommes | Maison de la culture yiddish », sur www.yiddishweb.com (consulté le 16 novembre 2019)
68. ↑  « Der yidisher tamtam | Maison de la culture yiddish », sur www.yiddishweb.com (consulté le 16 novembre 2019)
69. ↑  (en-US) « About », sur מכאן ואילך (consulté le 16 novembre 2019)

### Yiddish en ligne
- Numéros passés de la revue Der yidisher tamtam édité par la Maison de la culture yiddish.
- Site Yiddish pour les nuls animé par la Maison de la culture yiddish pour les abonnés de Facebook.
- (en) Collection Sami Rohr de livres yiddish enregistrés.
- (en) Collection Yizkor de livres yiddish numérisés.
- (en) Collection Frances Brandt d'enregistrements audio en yiddish.

### Voir en ligne
- (fr) Site Internet de la bibliothèque Medem.
- (fr) Réseau européen des bibliothèques hébraïques et juives.
- (en) Bibliotheca rosenthaliana (en) d'Amsterdam.
- Catalogue de la bibliothèque du Centre Medem Arbeter Ring.
- (en) The Yiddish Book Center de New York.
- (en) League for yiddish de Mordkhe Schaechter (en).

- VIAF
- ISNI
- BnF (données)
- IdRef
- LCCN
- GND
- Israël
- NUKAT
- WorldCat